# System ligowy piłki nożnej w Kanadzie
System ligowy piłki nożnej w Kanadzie w dużej mierze pokrywa się z rozgrywkami ligowymi w Stanach Zjednoczonych. Ponadto część zespołów mających siedzibę na terenie Kanady występuje w rozgrywkach organizowanych przez U.S. Soccer. Pomiędzy żadnymi ligami nie występują spadki i awanse.

## Kluby męskie

### Struktura
Struktura hierarchii ligowej po wprowadzeniu rozgrywek CPL w 2019 roku - Kanada nie posiadała wcześniej w pełni profesjonalnej ligi krajowej. W 2017 roku Canada Soccer udzieliło zgody na utworzenie kanadyjskiej Premier League. Inauguracja rozgrywek planowana jest na 2019 rok.
| Rozgrywki Canada Soccer                                            | Rozgrywki Canada Soccer                                            | Poziom | Rozgrywki U.S. Soccer                             |
| ------------------------------------------------------------------ | ------------------------------------------------------------------ | ------ | ------------------------------------------------- |
| Canadian Premier League 8 drużyn, wszystkie z Kanady               | Canadian Premier League 8 drużyn, wszystkie z Kanady               | 1      | Major League Soccer 23 drużyny, 3 z Kanady        |
| brak ligi                                                          | brak ligi                                                          | 2      | United Soccer League 33 drużyny, 2 z Kanady       |
| League1 Ontario 17 drużyn, wszystkie z Kanady                      | Première Ligue de soccer du Québec 8 drużyn, wszystkie z Kanady    | 3      | brak ligi                                         |
| The Challenge Trophy (12 lig terytorialnych, wszystkie w Kanadzie) | The Challenge Trophy (12 lig terytorialnych, wszystkie w Kanadzie) | 4      | Premier Development League 74 drużyny, 5 z Kanady |

### Rozgrywki pucharowe
- Canadian Championship
- Voyageurs Cup